# Rached Meddeb
Pour les articles homonymes, voir Meddeb.
Rached Meddeb, de son nom complet Mohamed Rached Meddeb, né le 22 octobre 1940 à Tunis, est un footballeur tunisien des années 1960.

## Buts en sélection
| Buts en sélection | Buts en sélection | Buts en sélection      | Buts en sélection | Buts en sélection | Buts en sélection | Buts en sélection                          |
|                   | Date              | Lieu                   | Adversaire        | Score             | Résultat          | Compétition                                |
| ----------------- | ----------------- | ---------------------- | ----------------- | ----------------- | ----------------- | ------------------------------------------ |
| 1.                | 30 octobre 1960   | Casablanca (Maroc)     | Maroc             | 0-1 (1 but à 43e) | 2-1               | Qualifications pour la Coupe du monde 1962 |
| 2.                | 20 janvier 1962   | Addis-Abeba (Éthiopie) | Ouganda           | 3-0 (1 but à 85e) | 3-0               | CAN 1962 (3e place)                        |